# Цясне
Цясне (пол. Ciasne) — село в Польщі, у гміні Супрасль Білостоцького повіту Підляського воєводства.
Населення — 272 особи (2011).
У 1975-1998 роках село належало до Білостоцького воєводства.

## Демографія
Демографічна структура станом на 31 березня 2011 року:
|          | Загалом | Допрацездатний вік | Працездатний вік | Постпрацездатний вік |
| -------- | ------- | ------------------ | ---------------- | -------------------- |
| Чоловіки | 154     | 36                 | 97               | 21                   |
| Жінки    | 118     | 19                 | 66               | 33                   |
| Разом    | 272     | 55                 | 163              | 54                   |